# Dinamostadion (Brjansk)
Het Dinamostadion (Russisch: Динамо (стадион, Брянск)) is een multifunctioneel stadion in Brjansk, een stad in Rusland. Het stadion heette eerder Stadion Desna. Het stadion wordt vooral gebruikt voor voetbalwedstrijden, de voetbalclub Dinamo Brjansk maakt gebruik van dit stadion. In het stadion is plaats voor 10.100 toeschouwers. Het stadion werd geopend in 1924. Daarna werd het in 1960 en tussen 2001 en 2004 gerenoveerd.